# Peach Fuzz
Peach Fuzz è il sesto album in studio del gruppo Enuff Z'nuff, pubblicato dalla Big Deal Records nel 1996.
1. You're Not Me - 5:20
2. Let it Go - 3:56
3. Who's Got You Now - 3:30
4. Rainy Day - 4:01
5. Message of Love - 3:52
6. Happy Holiday - 4:24
7. Make Believe - 2:51
8. So Long - 4:06
9. Long Enough for Me - 3:46
10. Vacant Love - 2:10
11. Kitty - 4:38

## Formazione
- Donnie Vie – voce, chitarra, pianoforte
- Chip Z'Nuff – basso, voce, chitarra
- Ricky Parent – batteria

## Altri musicisti
- Derek Frigo – chitarra
- Vik Foxx – batteria